# Шила Бьорлинд
Шила Бьорлинд (на шведски: Cilla Börjlind) е шведска сценаристка и писателка на произведения в жанра трилър и криминален роман. Пише заедно със съпруга си Ролф Бьорлинд.

## Биография и творчество
Шила Бьорлинд, с рождено име Мария Сесила Гемвал, е родена на 8 март 1961 г. в Солентюна, Швеция.
През 1993 г. започва да работи като сценаристка към режисьора Петер Дале за филма му „Къщата на мечтите“. В работата си се запознава със сценариста Ролф Бьорлинд (р. 1943 г.), за когото се омъжва през 1995 г. Заедно пишат пишат сценарии за телевизионни сериали и филми. Един от най-популярните сериали, по който работят е 18-серийният „Бек“ по поредицата „Мартин Бек“ на Май Шьовал и Пер Вальо.
Първият им роман „Прилив“ от криминалната поредица „Рьонинг и Стилтон“ е издаден през 2012 г. В лятна нощ на 1987 г. трима души заравят млада жена на плажа преди идването на прилива, а едно момче става неволен свидетел на убийството. Детектив Том Стилтон прави неуспешно разследване на случая. След 24 години амбициозната Оливия Рьонинг, кандидат-полицай, е заинтригувана от делото и търси детектив Стилтон, а разследването ѝ я води по опасен и таен свят на бездомници, елитни компаньонки и покварени бизнесмени. Романът става бестселър и е издаден в над 30 страни по света. През 2016 г. романът е екранизиран в едноименния 10-сериен телевизионен сериал, а през 2018 г. по втория роман от поредицата, „Den tredje rösten“ (Третият глас), са екранизирани още 10 епизода.
В произведенията им героите са водени от страст към социална справедливост, а книгите им са характерни със своя съспенс, неочаквани обрати и типичен сюрреалистичен хумор.
Тя е известна и като продуцент на филма „Третата тайна на Фатима“.

## Произведения

### Серия „Рьонинг и Стилтон“ (Rönning en Stilton)
1. Springfloden (2012)[1][2]
Прилив, изд.: ИК „ЕРА“, София (2016), прев. Емилия Карастойчева
2. Den tredje rösten (2013)
3. Svart gryning (2014)
4. Sov du lilla videung (2016)
5. Kallbrand (2018)
6. Fruset guld (2020)
7. Den barmhärtige samariten (2021)

### Филмография
- 1995 Lorry – тв сериал, 7 епизода[4]
- 1994 – 1998 Rederiet – тв сериал, 4 епизода
- 2004 The Return of the Dancing Master – тв филм
- 2004 Danslärarens återkomst – тв минисериал, 2 епизода
- 2004 – 2005 Graven – тв минисериал, 8 епизода
- 2006 Wallander – тв сериал, 1 епизод
- 2009 Morden – тв минисериал, 6 епизода
- 2001 – 2009 Beck – тв сериал, 18 епизода
- 2011 Arne Dahl: Misterioso – тв минисериал, 2 епизода
- 2012 Arne Dahl: Ont blod – тв минисериал, 2 епизода
- 2012 Arne Dahl: Upp till toppen av berget – тв минисериал, 2 епизода
- 2012 Arne Dahl: De största vatten – тв минисериал, 2 епизода
- 2012 Arne Dahl: Europa blues – тв минисериал, 2 епизода
- 2016 – 2018 Springfloden – тв сериал, 20 епизода